# San José Corrales
San José Corrales är en ort i Mexiko.   Den ligger i kommunen Tlalpujahua och delstaten Michoacán de Ocampo, i den södra delen av landet, 120 km väster om huvudstaden Mexico City. San José Corrales ligger 2 911 meter över havet och antalet invånare är 736.
Terrängen runt San José Corrales är kuperad. Runt San José Corrales är det ganska tätbefolkat, med 166 invånare per kvadratkilometer. Närmaste större samhälle är Mineral de Angangueo, 11,8 km söder om San José Corrales. I omgivningarna runt San José Corrales växer i huvudsak blandskog.